# Richard Boyle (reportero)
Richard David Boyle (26 de marzo de 1942-1 de septiembre de 2016) fue un reportero estadounidense, fotógrafo y autor. Es conocido por sus videos documentales  Señor! No, Señor! (2005) y Al Valle de Muerte (2001), por sus reportajes y fotografías y por su libro de 1972, Flor del Dragón: El Desglose del Ejército de los Estados Unidos en Vietnam: Una testimonio presencial del entorno día-a-día de soldados americanos en Vietnam. 

## Biografía
Boyle cubrió la revolución en Camboya, los problemas en Irlanda y la guerra civil en el Líbano. En la República de Vietnam documentó la resistencia de tropas de EE. UU. contra la guerra. Más tarde coescribió la conocida película de 1986 Salvador con Oliver Stone, que narró sus experiencias en ese país afectado entonces por una guerra civil. Salvador fue nominado para dos Premios de la Academia: Mejor Actor Principal (James Woods) y Mejor Guion Escrito Directamente para la Pantalla (Stone y Boyle). Boyle fue interpretado en Salvador por James Woods y el reparto incluyó a Jim Belushi, Michael Murphy y John Savage. 
Enseñó periodismo en universidades de California Del Sur. También trabajó allí en puestos públicos, incluyendo  Supervisor y Tesorero de la Ciudad de San Francisco en 1977 y 1977, y para el 42.º Distrito de la Asamblea Estatal de California en 1988.
Murió en Filipinas mientras cubría el comienzo de la presidencia de Rodrigo Duterte.

## Premios y distinciones
Premios Óscar
| Año  | Categoría            | Película | Resultado |
| ---- | -------------------- | -------- | --------- |
| 1987 | Mejor guion original | Salvador | Nominado  |